# Dreiband-Europameisterschaft 1977

Logo CEB (ausrichtender Verband)

Veranstaltungsort: Lausanne

Die Dreiband-Europameisterschaft 1977 war das 35. Turnier in dieser Disziplin des Karambolagebillards und fand vom 25. bis 30. Januar 1977 in Lausanne statt. Es war nach 25 Jahren wieder mal eine Dreiband-EM in der Schweiz.

## Geschichte
Diese Europameisterschaft stand schon im Zeichen der Weltmeisterschaft in Tokio. Die ersten drei Plätze dieser EM waren für Tokio qualifiziert. Fast schon selbstverständlich gewann wie gewohnt in den letzten Jahren Raymond Ceulemans. In der Endabrechnung wurden die Medaillenränge exakt an die gleichen Akteure des Vorjahres vergeben. Aber es hätte auch anders kommen können. Vor dem letzten Durchgang standen Ceulemans und Johann Scherz mit nur einer Verlustpartie, Ceulemans hatte gegen Ludo Dielis und Scherz gegen Thøgersen verloren, punktgleich mit 18 Punkten an der Tabellenspitze. Somit war der Sieger der letzten Partie Europameister. Scherz startete sehr stark und lag schon mit zehn Punkten vorne. Danach zeigte Ceulemans wieder einmal seine Klasse und spielte die beste Turnierpartie und siegte mit 60:37 in 33 Aufnahmen. Der deutsche Dreibandmeister Günter Siebert zeigte eine solide Leistung und wurde zum Schluss Siebter. Alle Spieler hatten Probleme mit den neuen Super Aramitbällen die zum ersten Mal bei einer EM zum Einsatz kamen. Dadurch waren die Durchschnitte nicht so gut wie bei der letzten EM.

## Modus
Gespielt wurde im System „Jeder gegen Jeden“ bis 60 Punkte mit Nachstoß/Aufnahmegleichheit.

## Abschlusstabelle
| MP    | Match Points (Sieger = 2; Unentschieden = 1; Verlierer = 0) |
| Pkte. | Erzielte Karambolagen                                       |
| Aufn. | Benötigte Versuche                                          |
| GD    | Generaldurchschnitt                                         |
| BED   | Bester Einzeldurchschnitt eines Spielers                    |
| HS    | Höchstserie                                                 |
|       | Bester GD des Turniers                                      |
|       | Bester ED des Turniers                                      |
|       | Beste HS des Turniers                                       |
|       | 1. Platz (Gold)                                             |
|       | 2. Platz (Silber)                                           |
|       | 3. Platz (Bronze)                                           |

| Endklassement              | Endklassement     | Endklassement | Endklassement | Endklassement | Endklassement | Endklassement | Endklassement |
| Platz                      | Name              | MP            | Pkte.         | Aufn.         | GD            | BED           | HS            |
| -------------------------- | ----------------- | ------------- | ------------- | ------------- | ------------- | ------------- | ------------- |
| 1                          | Raymond Ceulemans | 20:2          | 655           | 500           | 1,310         | 1,818         | 10            |
| 2                          | Ludo Dielis       | 18:4          | 638           | 594           | 1,074         | 1,276         | 9             |
| 3                          | Johann Scherz     | 18:4          | 620           | 610           | 1,016         | 1,276         | 11            |
| 4                          | Peter Thøgersen   | 16:6          | 644           | 685           | 0,940         | 1,276         | 8             |
| 5                          | Richard Bitalis   | 13:9          | 622           | 602           | 1,033         | 1,463         | 10            |
| 6                          | Claudio Nadal     | 11:11         | 601           | 768           | 0,782         | 1,250         | 11            |
| 7                          | Günter Siebert    | 10:12         | 566           | 715           | 0,791         | 0,869         | 10            |
| 8                          | Mats Noren        | 6:16          | 574           | 701           | 0,818         | 1,224         | 10            |
| 9                          | Soter Ramos       | 6:16          | 537           | 788           | 0,681         | 0,937         | 10            |
| 10                         | Antonio Oddo      | 6:16          | 526           | 792           | 0,664         | 0,800         | 8             |
| 11                         | Herman Popeijus   | 4:18          | 523           | 709           | 0,737         | 0,833         | 8             |
| 12                         | Jan Niederlander  | 4:18          | 428           | 750           | 0,570         | 0,638         | 8             |
| Turnierdurchschnitt: 0,844 |                   |               |               |               |               |               |               |